# Baron Palmer

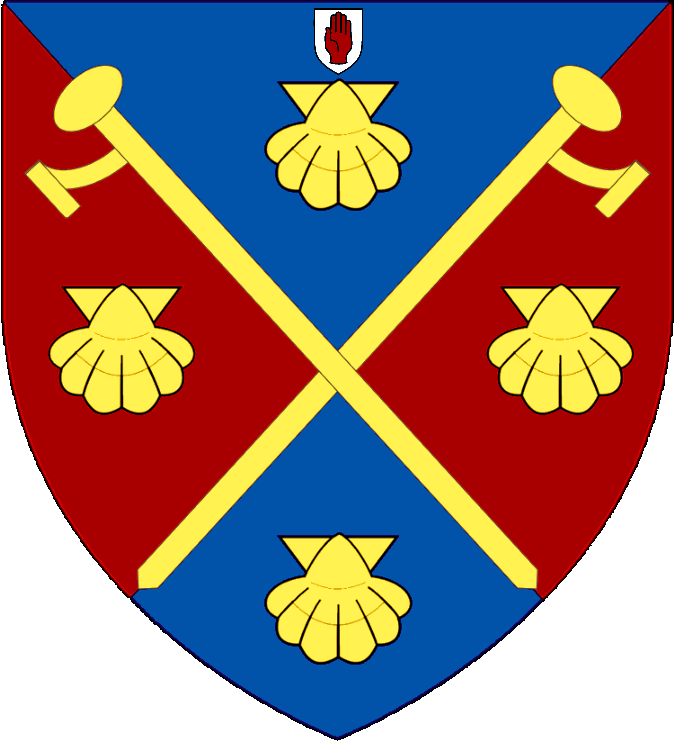
Wappen der Barone Palmer

Baron Palmer, of Reading in the County of Berks, ist ein erblicher britischer Adelstitel in der Peerage of the United Kingdom.

## Verleihung
Der Titel wurde am 24. Juni 1933 für den Geschäftsmann und Mäzen Sir Ernest Palmer, 1. Baronet geschaffen. Dieser war Eigentümer der Keksfabrik Huntley & Palmers, die sich noch heute im Eigentum der Familie befindet. Er war ein bedeutender Förderer der Musik und saß unter anderem in verschiedenen Gremien des Royal College of Music.
Der erste Baron war bereits am 26. Januar 1916 der Titel Baronet, of Grosvenor Crescent in the City of Westminster, verliehen worden. Dieser Titel, der zur Baronetage of the United Kingdom gehört, wird als nachgeordneter Titel vom jeweiligen Baron geführt.

## Liste der Barone Palmer (1933)
- (Samuel) Ernest Palmer, 1. Baron Palmer (1858–1948)
- (Ernest) Cecil Nottage Palmer, 2. Baron Palmer (1882–1950)
- Raymond Cecil Palmer, 3. Baron Palmer (1916–1990)
- Adrian Bailie Nottage Palmer, 4. Baron Palmer (1951–2023)
- Hugo Bailie Rohan Palmer, 5. Baron Palmer (* 1980)

Titelerbe (Heir apparent) ist der Sohn des jetzigen Barons, Hon. Ernest Bailie Rohan Palmer (* 2019).